# Interferometr

Princip Michelsonova interferometru

Interferometr je přístroj pro velmi přesná měření, jehož princip je založen na interferenci světla. Interferometry se používají k měření délek (pak se nazývají interferenční komparátory), k určení indexů lomu u plynů a u kapalin (pak se nazývají interferenční refraktometry) a k určení jemné struktury spektrálních čar (pak to jsou interferenční spektroskopy).

## Interferenční komparátory

### Interferometr Michelsonův
Nejstarší druh interferometru, který v roce 1881 navrhl a sestavil Albert Abraham Michelson.

## Interferenční refraktometry

Interferometr Jaminův

### Interferometr Jaminův
Jsou to dvě rovnoběžné desky na nichž se odráží a láme svazek rovnoběžných paprsků. Mezi tyto dvě desky se vloží trubice s plynem, u kterého zjišťujeme index lomu, a trubice s vakuem (index lomu = 1). Při měření porovnáváme optické dráhy paprsků, které prochází trubicemi. Trubice s plynem můžeme nahradit trubicemi s kapalinou. Toho se využívá v lékařství při zjišťování kvality krevního séra.

### Interferometr Rožděstvenského-Machův

Interferometr Rožděstvenského-Machův

Tento interferometr je také nazýván Interferometr Mach-Zehnderův. Je velmi podobný interferometru Jaminovu, pouze svazky paprsků, které prochází první a druhou trubicí jsou od sebe více vzdáleny.

### Interferometr Rayleighův
Zkoumané světlo prochází štěrbinou, objektivem a pak dvěma štěrbinami rovnoběžnými s první. Za těmito štěrbinami je umístěna spojná čočka, za kterou dochází k interferenci a vzniku interferenčních proužků na stínítku. Mezi objektiv a dvouštěrbinovou destičku se vkládají trubice s plynem a vakuem a porovnávají optické dráhy paprsků, které prochází trubicemi.

## Interferenční spektroskopy

### Michelsonova stupňová mřížka
Je tvořena řadou asi 40 rovnoběžných destiček přesně stejné tloušťky z průhledného materiálu. Destičky mají různou délku a jsou spojeny tak, že vytvářejí "schůdky" o výšce 1 mm. Při průchodu rovnoběžných paprsků zkoumaného monochromatického světla těmito destičkami se stávají "schůdky" zdroji rozptylujících se paprsků, které spolu interferují. Na stínítku pak vznikají interferenční obrazce.

### Interferometr Fabryův-Perotův

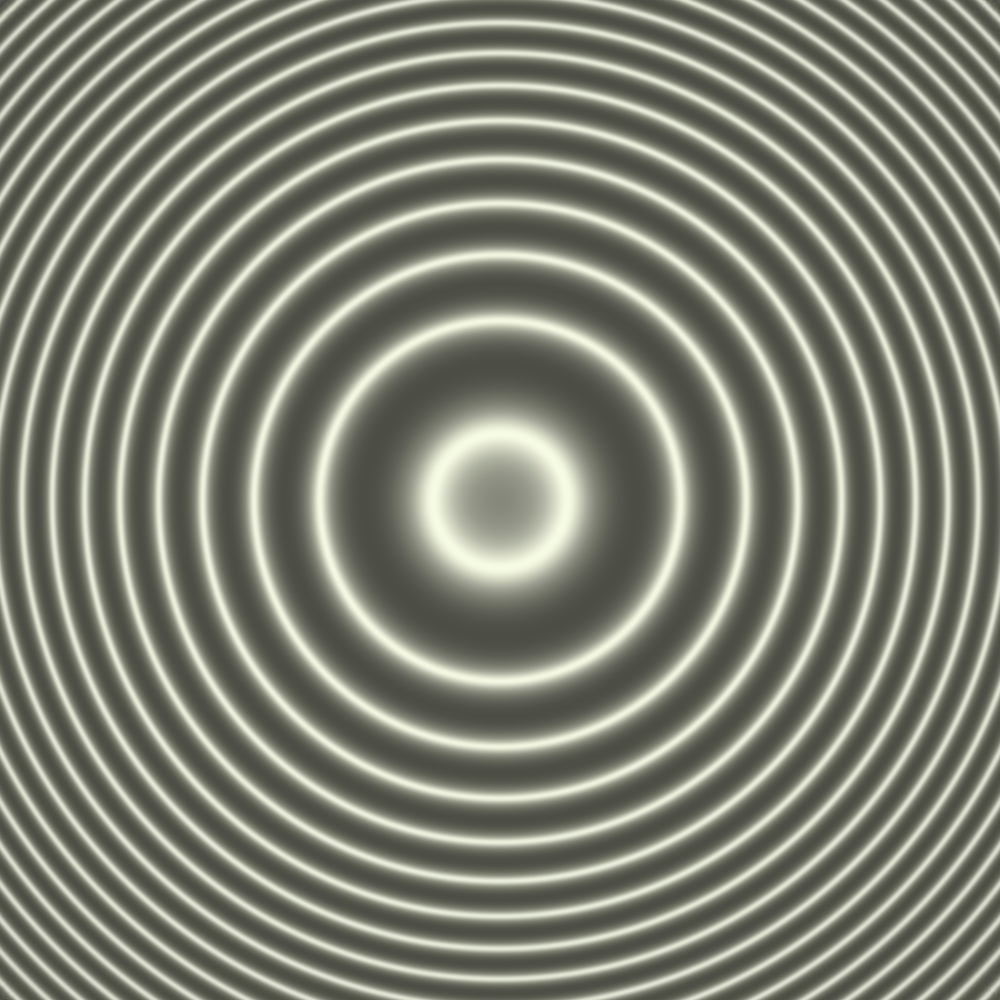
Obrazec vznikající při použití Fabryova-Perotova interferometru

Je tvořen dvěma skleněnými deskami mírně klínovitého profilu, mezi kterými je tenká vzduchová vrstva. Při průchodu monochromatického světla vznikají interferenční kroužky, u kterých je dobře viditelné jemné dělení.

### Lummerova-Gehrecheova deska
Základem tohoto interferometru je deska z průhledného materiálu, na jejíž jeden konec je přitmelen hranolek, kterým vstupuje zkoumané monochromatické světlo. Paprsky se díky úplnému odrazu v desce odráží od jejích stěn a dochází k jejich interferenci. Při pozorování desky ve směru podélné osy tak vznikají interferenční obrazce.